# Consejo de Estado (Países Bajos)
El Raad van State (RvS) es uno de los Altos Consejos de Estado de los Países Bajos, con dos tareas políticas y administrativas. Es a la vez un importante órgano asesor del gobierno y el máximo órgano judicial que puede resolver una disputa entre los ciudadanos y el gobierno.
Formalmente, el rey Willem-Alexander, como rey de los Países Bajos, es el presidente del Consejo de Estado. El liderazgo real del Consejo de Estado está en manos del vicepresidente, Thom de Graaf, desde 2018. El Vicepresidente y hasta diez miembros son designados por la Corona. Además, en el Consejo tienen escaños la Reina Máxima y la Princesa Heredera Amalia .
El Raad van State fue fundado en 1531 por el emperador Carlos V como asesor del gobernador y es uno de los órganos gubernamentales más antiguos del mundo. Se debate si las dos funciones del Consejo de Estado, consultiva y resolutiva, pueden conciliarse en una sola organización. Sobre este tema se han emitido opiniones muy divergentes, que el gobierno todavía está estudiando.

## Tareas
Las tareas del Raad van State se establecen en los artículos 73 a 75 de la Constitución holandesa y en la Ley del Consejo de Estado. Su función es doble:
- Brindar asesoramiento a la Cámara de Representantes de los Estados Generales y al gobierno holandés sobre propuestas de leyes y Órdenes del Consejo (AMvB). El Raad van State examina principalmente la calidad y viabilidad de las leyes y si las propuestas son conformes con la constitución, otras leyes y tratados.
  - Desde el 1 de enero de 2014, este departamento también supervisa de forma independiente el cumplimiento de las normas fiscales establecidas en el Tratado de Estabilidad que los 25 Estados miembros de la UE firmaron en 2012.[1] El objetivo es reforzar la disciplina presupuestaria y cada Estado miembro debe tener un organismo independiente que supervise el cumplimiento de las normas fiscales europeas, como la evolución del saldo real de la UEM, la deuda de la UEM y el objetivo a medio plazo para el equilibrio estructural de la UEM, incluido la línea de gastos.[1]
- Juzgar sobre cuestiones en las que ciudadanos, solicitantes de asilo y organizaciones privadas no están de acuerdo con las decisiones gubernamentales, como los permisos otorgados. El Consejo es la máxima autoridad que puede resolver un conflicto entre los ciudadanos y el gobierno.

El Consejo de Estado, cuando no se ha nombrado ningún Regente, es regente de un posible rey menor o no nacido,  cuando el rey no puede gobernar (esto ocurrió en 1889 y 1890, cuando el rey Willem III fue declarado incapaz de gobernar) y cuando el trono está vacante y hay incertidumbre sobre su decisión. la sucesión. Así lo establece el artículo 38 de la Constitución.

## Departamentos
El Raad van State holandés tiene dos departamentos:
- División Asesora del Raad van State (AARvS)
- División de Jurisdicción Administrativa del Raad van State (ABRvS), el tribunal administrativo general más alto de los Países Bajos

### Departamento de Asesoría
La División Asesora del Raad van State (AARvS) se divide en cuatro secciones, cada una de las cuales se ocupa de propuestas de dos o tres ministerios. La Sección presenta un proyecto de recomendación a la División Asesora. El dictamen sobre todas las propuestas legislativas y órdenes en consejo (un Real Decreto, abreviado: Orden en Consejo) se adopta en la reunión de la División Consultiva. Se reúne todos los miércoles por la tarde bajo el liderazgo del Vicepresidente (como el Consejo escribe ese título). Un consejo recibe una sentencia: un consejo al Gobierno sobre la marcha ulterior de la propuesta.
- En el caso de un proyecto de ley, el asesoramiento consiste en su presentación a la Cámara de Representantes de los Estados Generales.
- Una orden en consejo es un decreto real que debe adoptar el gobierno.

Una vez que el Consejo de Estado ha emitido un dictamen, este se envía al ministerio correspondiente. El consejo aún no es público en ese momento. El ministro tiene entonces la oportunidad de dar su opinión sobre el dictamen en el llamado "informe Nader" al rey. En el proceso se introducen las posibles enmiendas. En los tres últimos casos de los antiguos dicta, el proyecto de ley y el informe complementario también debían presentarse al Ministerio de Justicia para su revisión y, a continuación, pasar de nuevo por el circuito del Consejo de Ministros. Los dos últimos dictados (c. y d.) de los nuevos dictados son los llamados dictados "pesados". Los proyectos de ley que llevan un dictado de este tipo de la División Consultiva deben ser discutidos de nuevo por el Gabinete en el Consejo de Ministros.
Luego se presentará un proyecto de ley a la Cámara de Representantes. El consejo juega un papel importante en la discusión de proyectos de ley en el parlamento.
Si el proyecto de ley ha sido aprobado por la Cámara de Representantes y el Senado, será firmado por el jefe de Estado, como si fuera una orden en consejo, y luego anunciado. En ese momento, todos los documentos (proyecto de ley u Orden del Consejo, dictamen del Consejo de Estado e informe posterior) son públicos y accesibles a todos. El gobierno también puede optar por no enviar un proyecto de ley al parlamento para su posterior consideración o no permitir que la Orden del Consejo entre en vigor.

### Departamento de Derecho Administrativo
La División de Jurisdicción Administrativa es una parte independiente del Consejo de Estado (ABRvS). La División de Jurisdicción Administrativa es, además de la Junta Central de Apelaciones (seguridad social) y el Tribunal de Apelaciones de Comercio e Industria, el tribunal superior en litigios de derecho administrativo a los que se aplica la Ley de Derecho Administrativo General (Awb). En caso de conflictos entre un ciudadano y el gobierno central, la División puede actuar como juez "en primera y única instancia".

## Separación entre tareas consultivas y judiciales
Entre políticos y abogados se debate si las dos funciones del Consejo, asesorar y juzgar, pueden conciliarse en una sola organización. Al fin y al cabo, la combinación de ambas tareas puede conducir a una situación en la que el Consejo de Estado tenga que pronunciarse sobre asuntos sobre los que ha asesorado al Gobierno y al Parlamento en una fase anterior. Algunos temen que este poder judicial ya no sea completamente independiente. En 2010, se incluyó una disposición en una reestructuración de la Ley del Consejo de Estado según la cual un miembro de la División de Jurisdicción Administrativa que participó en la preparación de un dictamen del Consejo no podrá participar en la tramitación de una disputa sobre una cuestión de derecho. al que se refería dicho dictamen. Esta regla ya se ha utilizado en la práctica.
Para eliminar la posible tensión entre las dos funciones del Consejo de Estado, se ha sugerido periódicamente dividir este órgano en dos partes. El 26 de junio de 2014, el gobierno publicó una propuesta de medidas adicionales con respecto a la separación funcional de las tareas consultivas y judiciales del Consejo de Estado, y la transferencia de competencia del Tribunal Central de Apelaciones al poder judicial ordinario y la competencia del Tribunal de Apelaciones de Comercio e Industria de la División de Jurisdicción Administrativa del Consejo de Estado. En 2014 y 2015 se emitieron recomendaciones muy diferentes que el gobierno todavía está estudiando.

## Composición
Además del rey como presidente, el Consejo de Estado está compuesto por un vicepresidente y un máximo de diez miembros. Además, la reina Máxima y la princesa de Orange tienen asientos en el Consejo. Los miembros de la Casa Real que formen parte del Consejo podrán participar en las deliberaciones, pero se abstendrán de votar.